# 加々美光行
加々美 光行（かがみ みつゆき、1944年3月19日 - 2022年4月22日）は、日本の現代政治思想の研究者。愛知大学名誉教授。同大国際中国学研究センターフェロー。日本貿易振興会アジア経済研究所名誉研究員。中国南開大学歴史学院客員教授。霞山会顧問。元日中社会学会理事、元中国研究所理事、元日本現代中国学会理事。中国芸術院中国文化研究所「世界漢学」編集委員、南京大学「中国研究」編集委員。国家論から説き起こした文化大革命研究や民族問題研究で知られる。
大阪府布施市（現・東大阪市）生まれ、東京都杉並区育ち。

## 研究および社会活動
アジア経済研究所に在職時代の1972年から80年まで哲学者の市井三郎と共同で山梨県大月市朝日小沢で畑を開墾し農耕に従事する。
その後、1982年から87年まで市井三郎、山口一郎（元孫文記念館館長）、渡辺一衛、山本恒人、田辺義明らと「文化大革命研究会」を組織。そのかたわら1980年から竹中労、太田竜らと「現代史研究会」を組織、同じ頃、小阪修平、笠井潔らと「マルクス葬送派」を形成していた晩年の戸田徹と親交を持つ。
1985年に「現代史研究会」を解散し、竹中労、玉城素、玉川信明らと新たに「風の会－講座にっぽん百年」を組織したが、1991年に竹中の死去とともに解散となった。
この間、鶴見和子、市井三郎を中心に1976年から83年まで組織された「不知火海総合学術調査団」の中で、82年市井が胎児性水俣病患者について「人間（人為）的淘汰」という新概念を提起したため、研究会内部に激しい論議を呼び「市井三郎・最首悟論争」が起きて、市井が批判の矢面に立たされた。苦境に置かれた市井三郎は病いがちとなり十分な対応が出来なかった。その際、鶴見和子、鶴見俊輔姉弟が研究会外部の加々美に公私で市井を精神的に擁護するよう依頼。89年6月、市井は物故したが、鶴見姉弟とは終生親交を結ぶこととなった。
同じ1989年以後、90年代半ばまで国際問題研究協会の運営に武者小路公秀（会長）、進藤栄一（理事長）、板垣雄三、吉田勝次（事務局長）らと携わる。1989年に前後して中国社会科学院の劉再復、張琢、張萍、李澤厚、丁守和らと懇意になり、1989年5月天安門事件の際中、北京開催の「新文化運動70周年記念シンポジウム」に主要討論者、パネラーとして参加した。
1990年、田畑書店社長の石川次郎の斡旋によって晩年の新島淳良と親交を結ぶ。新島との間では文化大革命の評価について違いがあり、一時学問的に対立し疎遠だった。
1991年に愛知大学（愛大）に移籍後は1992年に国際問題研究協会会長代理として吉田勝次事務局長と北朝鮮平壌を訪問、のちに1997年に脱北する朝鮮労働党書記の黄長燁と会見した。
1995年以後、大学に日本初の中国研究専門学部である現代中国（現中）学部の創設に石井吉也（学長）、江口圭一（法学部長）らと尽力、その初代学部長となった。その際、中国天津市の南開大学に日本初の日中共同教学宿泊施設として「南開愛大会館」を設立した。1999年6月に腎透析による療養により大学を中途退職となった。
2002年6月には武田信照（学長）の強い要請を受け、第1期文科省COEプログラムに国際中国学研究センター（ICCS）創設の申請を引き受け、10月同認可を受けてその初代所長となる。山本一巳、高橋五郎らと協働して、中国とだけでなく欧米・アジアの国際学術交流の場としてICCSを発展させることに貢献した。とくに中国学の方法論に関して溝口雄三、金観涛、劉青峰らと5年間に及ぶ共同研究を展開したが、その視点は常に等身大の「イノチ」に置いたうえで、国家と民族の境界を超えて問題を抉り出して解決を模索する方法論（共同行動論）を提起した。
1992年から95年まで朝日新聞書評委員を務める。1997年から98年まで朝日新聞名古屋版のコラム「風に聴く」を執筆担当、2000年1月から6月まで中日新聞および東京新聞のコラム「紙つぶて」「放射線」を執筆担当した。1988年から2010年まで日本現代中国学会理事を務め、2016年より日本貿易振興会アジア経済研究所名誉研究員となった。
2022年4月22日､腹膜炎のため死去。78歳没。

## 略歴
- 1957年 - 杉並区立杉並第五小学校卒業
- 1960年 - 杉並区立天沼中学校卒業
- 1963年 - 東京都立西高等学校卒業
- 1967年 - 東京大学文学部社会学科卒業
- 1967年 - アジア経済研究所入所調査研究部 東アジア研究班
- 1970年 - アジア経済研究所海外派遣員兼香港大学語言センター留学
- 1990年 - アジア経済研究所主任調査研究員兼開発スクール教授
- 1991年 - 愛知大学法学部教授
- 1995年 - 同大学法学研究科長
- 1997年 - 同大学現代中国学部初代学部長
- 2002年 - 文部科学省COE同大学国際中国学研究センター拠点リーダー、中国研究科長
- 同年財団法人霞山会監事。のち2011年に顧問
- 2004年 - 国際中国学研究センター所長（2008年まで）、中国南開大学歴史学院客員教授
- 2005年 - 第58回中日文化賞（中日新聞社主催[5]）受賞
- 2014年 - 愛知大学現代中国学部教授を退任。名誉教授
- 2015年 - 愛知大学国際中国学研究センター・フェロー
- 2016年 - 特殊法人日本貿易振興会（JETRO）アジア経済研究所名誉研究員

## 受賞
- 1986年、発展途上国研究奨励賞（アジア経済研究所）受賞作品『現代中国の挫折－文化大革命の省察』[6]
- 2005年、中日文化賞（第58回）受賞対象（中日新聞社）「日中文化交流に対して」 [7]

## 親交関係
- 大学時代：山口範雄（元味の素KK会長）、柿沼正毅（元東電常務）、新田春夫（東大名誉教授ドイツ語学）
- アジア経済研究所時代：小島麗逸（中国経済論）、中村尚司（スリランカ研究）、矢吹晋（現代中国論）、井村哲郎（満州研究）、嶋倉民生（元LT貿易北京事務所）、吉田秀穂（チリ研究サンチアゴ在住）、張萍（中国社会学）
- 愛知大学時代：緒形康（中国思想）、張琢（中国社会学）、鈴木規夫（イスラム学）、渡辺浩平（中国メディア論）

## 著作単著
- 『逆説としての中国革命－アジア反近代精神の敗北』田畑書店 1986年
- 『漂泊中国－転換期アジア社会主義』田畑書店 1987年
- 『現代中国の黎明－天安門事件と新しい知性の台頭』学陽書房 1990年
- 『知られざる祈り－中国の民族問題』新評論 1992年
- 『市場経済化する中国』NHKブックス 1993年
- 『アジアと出会うこと』河合文化教育研究所 1997年
- 『21世紀の世界政治－中国世界』筑摩書房 1999年
- 『歴史のなかの中国文化大革命』岩波現代文庫 2001年
- 『鏡の中の日本と中国－中国学とコ・ビヘイビオリズムの視座』日本評論社 2007年
- 『中国の民族問題－危機の本質』岩波現代文庫 2008年
- 『裸の共和国－現代中国の民主化と民族問題』世界書院 情況新書 2010年
- 『未完の中国－課題としての民主化』岩波書店 2016年

### 共著
- （野村浩一 吉田富夫共著）『文化と革命－毛沢東時代の中国』三一書房 1977年
- （新島淳良共著）『はるかより闇来つつあり－現代中国と阿Q階級』田畑書店 1990年
- （NHK取材班共著）『いま世界が動く2－東方に社会主義大国あり』日本放送出版協会 1991年
- （佐藤勝巳 杉森康二 木村哲三郎 今川瑛一共著）『東アジア動乱の構図』亜紀書房 1993年
- （太田昌国 金靜美 天野恵一共著）『あの狼煙はいま』インパクト出版会 1996年

### 編著
- 『現代中国の挫折－文化大革命の省察』アジア経済研究所 1985年 1986年発展途上国研究奨励賞受賞作品
- 『現代中国のゆくえ－文化大革命の省察II』アジア経済研究所 1986年
- 『天安門の渦潮－資料と解題/中国民主化運動』岩波書店 1990年
- 『中国－政治と社会』アジア経済研究所 1995年
- （中国研究所）『中国の環境問題』新評論 1995年
- （鶴見俊輔共編 溝口雄三 孫歌他共著『無根のナショナリズムを超えて－竹内好を再考する』日本評論社 2007年
- （溝口雄三 金観涛他共著）『中国の新たな発見－叢書現代中国学の構築に向けて1』日本評論社 2008年
- 『中国内外政治と相互依存－叢書現代中国学の構築に向けて3』日本評論社 2008年

### 総監修
- （陳東林他編 徳澄雅彦監訳）『中国文化大革命事典』中国書店 1996年

### 翻訳
- マーク・セルデン『延安革命－第三世界革命の原点』小林弘二共訳 筑摩書房 1976年
- 南京市文史資料研究室『証言南京大虐殺－戦争とは何か』姫田光義共訳 青木書店 1984年

### 編訳著
- 『資料中国文化大革命－出身血統主義をめぐる論争』 りくえつ 1980年
- 費孝通学術指導『中国の青年・中年・老年－その生活意識調査』 蒼蒼社 1987年

## 論文
- 国立情報学研究所収録論文 国立情報学研究所